# U-21-Fußball-Europameisterschaft 2017
Die Endrunde der U-21-Fußball-Europameisterschaft 2017 fand vom 16. bis 30. Juni 2017 in Polen statt. Die polnische Mannschaft war automatisch für die Runde der letzten zwölf Teams qualifiziert. Alle anderen 52 Mannschaften mussten sich in der Vorrunde qualifizieren. Es durften Spieler teilnehmen, die am oder nach dem 1. Januar 1994 geboren waren.
Im März 2012 hatte die UEFA beschlossen, die Endrunden der U-21-Europameisterschaften von 2016 an in allen geraden Jahren auszutragen. Auf Bitten mehrerer Mitgliedsverbände wurde dieser Beschluss im September 2013 revidiert, sodass die Endrunden weiterhin in allen ungeraden Jahren auch nach 2015 stattfinden werden. Am 24. Januar 2014 beschloss das UEFA-Exekutivkomitee in Nyon eine Aufstockung der Anzahl der teilnehmenden Mannschaften von acht auf zwölf.

## Qualifikation
Die 52 Mannschaften spielten in zwei Gruppen à fünf Mannschaften und sieben Gruppen à sechs Mannschaften jeweils ein Hin- und Rückspiel. Die neun Gruppensieger qualifizierten sich direkt für die Endrunde, die vier besten Gruppenzweiten traten in den Play-offs einem Hin- und Rückspiel gegeneinander an und ermittelten die zwei verbleibenden Teilnehmer.
Die Gruppenspiele der Qualifikation fanden im Zeitraum vom 26. März 2015 bis zum 11. Oktober 2016 statt, die Play-off-Hinspiele fanden am 11. November 2016, die Rückspiele am 15. November 2016 statt.

## Modus
Die zwölf Mannschaften wurden in drei Gruppen à vier Mannschaften eingeteilt. Die Gruppensieger und der beste Zweitplatzierte erreichten das Halbfinale, die Sieger der Halbfinals das Finale. Waren nach Abschluss der Gruppenphase zwei oder mehrere Mannschaften punktgleich, wurde die Platzierung nach folgenden Kriterien in dieser Reihenfolge ermittelt:
1. höhere Punktzahl aus den Direktbegegnungen der betreffenden Mannschaften
2. bessere Tordifferenz aus den Direktbegegnungen der betreffenden Mannschaften
3. größere Anzahl erzielter Tore aus den Direktbegegnungen der betreffenden Mannschaften
4. wenn nach der Anwendung der Kriterien 1 bis 3 immer noch mehrere Mannschaften denselben Platz belegen, werden die Kriterien 1 bis 3 erneut angewendet, jedoch ausschließlich auf die Direktbegegnungen der betreffenden Mannschaften, um deren definitive Platzierung zu bestimmen. Führt dieses Vorgehen keine Entscheidung herbei, werden die Kriterien 5 bis 8 angewendet
5. bessere Tordifferenz aus allen Gruppenspielen
6. größere Anzahl erzielter Tore aus allen Gruppenspielen
7. geringere Gesamtzahl an Strafpunkten auf der Grundlage der in allen Gruppenspielen erhaltenen gelben und roten Karten (rote Karte = 3 Punkte, gelbe Karte = 1 Punkt, Platzverweis nach zwei gelben Karten = 3 Punkte)
8. Platzierung in der U-21-Nationalmannschafts-Koeffizientenrangliste, die für die Auslosung der Endrunde verwendet wurde

Trafen zwei Mannschaften im letzten Gruppenspiel aufeinander, die dieselbe Anzahl Punkte, die gleiche Tordifferenz und dieselbe Anzahl Tore aufwiesen, und endete das betreffende Spiel unentschieden, wurde die endgültige Platzierung der beiden Teams durch Elfmeterschießen ermittelt, vorausgesetzt, dass keine andere Mannschaft derselben Gruppe nach Abschluss der Gruppenphase dieselbe Anzahl an Punkten hatte.

## Teilnehmer
Für die Endrunde waren folgende Mannschaften qualifiziert:
| - Polen (Gastgeber) - Tschechien (Sieger Gruppe 1) - Italien (Sieger Gruppe 2) - Mazedonien (Sieger Gruppe 3) - Portugal (Sieger Gruppe 4) - Dänemark (Sieger Gruppe 5) | - Schweden (Sieger Gruppe 6) - Deutschland (Sieger Gruppe 7) - Slowakei (Sieger Gruppe 8) - England (Sieger Gruppe 9) - Spanien (Play-off-Sieger) - Serbien (Play-off-Sieger) |

→ Für die Mannschaftskader siehe den Unterartikel U-21-Fußball-Europameisterschaft 2017/Kader

## Spielorte
Der polnische Fußballverband und die UEFA gaben am 6. Juni 2016 die sechs Stadien bekannt, in denen die Europameisterschaft durchgeführt wurde.
| Gdynia |

| Bydgoszcz |

| Lublin |

| Kielce |

| Krakau |

| Tychy |

| Gdynia |

| Bydgoszcz |

| Lublin |

| Kielce |

| Krakau |

| Tychy |

## Vorrunde

### Gruppe A
| Pl. | Land     | Sp. | S | U | N | Tore    | Diff. | Punkte |
| --- | -------- | --- | - | - | - | ------- | ----- | ------ |
| 1.  | England  | 3   | 2 | 1 | 0 | 005:100 | +4    | 07     |
| 2.  | Slowakei | 3   | 2 | 0 | 1 | 006:300 | +3    | 06     |
| 3.  | Schweden | 3   | 0 | 2 | 1 | 002:500 | −3    | 02     |
| 4.  | Polen    | 3   | 0 | 1 | 2 | 003:700 | −4    | 01     |

|                                           |   |          |           |
| Fr., 16. Juni 2017 um 18:00 Uhr in Kielce |   |          |           |
| Schweden                                  | – | England  | 0:0       |
| Fr., 16. Juni 2017 um 20:45 Uhr in Lublin |   |          |           |
| Polen                                     | – | Slowakei | 1:2 (1:1) |
| Mo., 19. Juni 2017 um 18:00 Uhr in Kielce |   |          |           |
| Slowakei                                  | – | England  | 1:2 (1:0) |
| Mo., 19. Juni 2017 um 20:45 Uhr in Lublin |   |          |           |
| Polen                                     | – | Schweden | 2:2 (1:2) |
| Do., 22. Juni 2017 um 20:45 Uhr in Kielce |   |          |           |
| England                                   | – | Polen    | 3:0 (1:0) |
| Do., 22. Juni 2017 um 20:45 Uhr in Lublin |   |          |           |
| Slowakei                                  | – | Schweden | 3:0 (2:0) |

### Gruppe B
| Pl. | Land       | Sp. | S | U | N | Tore    | Diff. | Punkte |
| --- | ---------- | --- | - | - | - | ------- | ----- | ------ |
| 1.  | Spanien    | 3   | 3 | 0 | 0 | 009:100 | +8    | 09     |
| 2.  | Portugal   | 3   | 2 | 0 | 1 | 007:500 | +2    | 06     |
| 3.  | Serbien    | 3   | 0 | 1 | 2 | 002:500 | −3    | 01     |
| 4.  | Mazedonien | 3   | 0 | 1 | 2 | 004:110 | −7    | 01     |

|                                              |   |            |           |
| Sa., 17. Juni 2017 um 18:00 Uhr in Bydgoszcz |   |            |           |
| Portugal                                     | – | Serbien    | 2:0 (1:0) |
| Sa., 17. Juni 2017 um 20:45 Uhr in Gdynia    |   |            |           |
| Spanien                                      | – | Mazedonien | 5:0 (3:0) |
| Di., 20. Juni 2017 um 18:00 Uhr in Bydgoszcz |   |            |           |
| Serbien                                      | – | Mazedonien | 2:2 (1:0) |
| Di., 20. Juni 2017 um 20:45 Uhr in Gdynia    |   |            |           |
| Portugal                                     | – | Spanien    | 1:3 (0:1) |
| Fr., 23. Juni 2017 um 20:45 Uhr in Gdynia    |   |            |           |
| Mazedonien                                   | – | Portugal   | 2:4 (1:2) |
| Fr., 23. Juni 2017 um 20:45 Uhr in Bydgoszcz |   |            |           |
| Serbien                                      | – | Spanien    | 0:1 (0:1) |

### Gruppe C
| Pl. | Land        | Sp. | S | U | N | Tore    | Diff. | Punkte |
| --- | ----------- | --- | - | - | - | ------- | ----- | ------ |
| 1.  | Italien     | 3   | 2 | 0 | 1 | 004:300 | +1    | 06     |
| 2.  | Deutschland | 3   | 2 | 0 | 1 | 005:100 | +4    | 06     |
| 3.  | Dänemark    | 3   | 1 | 0 | 2 | 004:700 | −3    | 03     |
| 4.  | Tschechien  | 3   | 1 | 0 | 2 | 005:700 | −2    | 03     |

|                                           |   |             |           |
| So., 18. Juni 2017 um 18:00 Uhr in Tychy  |   |             |           |
| Deutschland                               | – | Tschechien  | 2:0 (1:0) |
| So., 18. Juni 2017 um 20:45 Uhr in Krakau |   |             |           |
| Dänemark                                  | – | Italien     | 0:2 (0:0) |
| Mi., 21. Juni 2017 um 18:00 Uhr in Tychy  |   |             |           |
| Tschechien                                | – | Italien     | 3:1 (1:0) |
| Mi., 21. Juni 2017 um 20:45 Uhr in Krakau |   |             |           |
| Deutschland                               | – | Dänemark    | 3:0 (0:0) |
| Sa., 24. Juni 2017 um 20:45 Uhr in Krakau |   |             |           |
| Italien                                   | – | Deutschland | 1:0 (1:0) |
| Sa., 24. Juni 2017 um 20:45 Uhr in Tychy  |   |             |           |
| Tschechien                                | – | Dänemark    | 2:4 (1:2) |

### Rangliste der Gruppenzweiten
Zur Ermittlung des besten Gruppenzweiten fanden folgende Kriterien Anwendung:
1. höhere Punktzahl
2. bessere Tordifferenz
3. größere Anzahl erzielter Tore
4. geringere Gesamtzahl an Strafpunkten auf der Grundlage der in allen Gruppenspielen erhaltenen gelben und roten Karten (rote Karte = 3 Punkte, gelbe Karte = 1 Punkt, Platzverweis nach zwei gelben Karten = 3 Punkte)
5. Platzierung in der U-21-Nationalmannschafts-Koeffizientenrangliste, die für die Auslosung der Endrunde verwendet wurde

| 1. | Deutschland | 3 | 2 | 0 | 1 | 005:100 | +4 | 06 | 6 | 0 | 0 |
| 2. | Slowakei    | 3 | 2 | 0 | 1 | 006:300 | +3 | 06 | 4 | 0 | 0 |
| 3. | Portugal    | 3 | 2 | 0 | 1 | 007:500 | +2 | 06 | 9 | 0 | 1 |

## Finalrunde
Laut einem Beschluss des UEFA-Exekutivkomitees vom 2. Mai 2016 durfte bei diesem Turnier in einer Verlängerung jede Mannschaft eine vierte Einwechslung vornehmen. Beim Spiel Englands gegen Deutschland nutzten das auch beide Mannschaften aus, der erste vierte Wechsel war Dominik Kohr, der in der 102. Minute auf deutscher Seite für Janik Haberer in das Spiel kam.

### Halbfinale
|                                           |   |             |                                 |
| Di., 27. Juni 2017 um 18:00 Uhr in Tychy  |   |             |                                 |
| England                                   | – | Deutschland | 2:2 n. V. (2:2, 1:1), 3:4 i. E. |
| Di., 27. Juni 2017 um 21:00 Uhr in Krakau |   |             |                                 |
| Spanien                                   | – | Italien     | 3:1 (0:0)                       |

### Finale
|                                           |   |         |           |
| Fr., 30. Juni 2017 um 20:45 Uhr in Krakau |   |         |           |
| Deutschland                               | – | Spanien | 1:0 (1:0) |

## Beste Torschützen
Nachfolgend aufgelistet sind die besten Torschützen der Endrunde. Die Sortierung erfolgt nach Anzahl der geschossenen Tore, bei gleicher Trefferzahl sind die Vorlagen und danach die Spielminuten ausschlaggebend.
| Rang | Spieler               | Tore | Vorlagen | Spielminuten |
| ---- | --------------------- | ---- | -------- | ------------ |
| 01   | Saúl                  | 5    | 1        | 360          |
| 02   | Marco Asensio         | 3    | 1        | 351          |
| 03   | Bruma                 | 3    | 0        | 167          |
| 04   | Kenneth Zohoré        | 2    | 2        | 142          |
| 05   | Demarai Gray          | 2    | 1        | 194          |
| 06   | Martin Chrien         | 2    | 1        | 246          |
| 07   | Davie Selke           | 2    | 1        | 333          |
| 08   | Enis Bardhi           | 2    | 0        | 270          |
| 09   | Federico Bernardeschi | 2    | 0        | 345          |
| 10   | Gerard Deulofeu       | 1    | 2        | 317          |
|      | …                     | …    | …        | …            |
| 14   | Mitchell Weiser       | 1    | 1        | 308          |
| 16   | Max Meyer             | 1    | 1        | 457          |
| 18   | Felix Platte          | 1    | 0        | 057          |
| 20   | Nadiem Amiri          | 1    | 0        | 081          |
| 50   | Serge Gnabry          | 1    | 0        | 428          |
| 51   | Marc Oliver Kempf     | 1    | 0        | 480          |

## Mannschaft des Turniers
Die technischen Beobachter des Turniers haben einen Tag nach dem Finale eine Liste der besten Spieler des Turniers veröffentlicht, welche die Mannschaft des Turniers bildet.
| Torhüter           | Abwehr                                                     | Mittelfeld                                     | Stürmer                             |
| ------------------ | ---------------------------------------------------------- | ---------------------------------------------- | ----------------------------------- |
| Julian Pollersbeck | Milan Škriniar Jeremy Toljan Niklas Stark Yannick Gerhardt | Maximilian Arnold Dani Ceballos Max Meyer Saúl | Marco Asensio Federico Bernardeschi |

## Schiedsrichter
Die Spiele der Europameisterschaft wurden von neun Schiedsrichtern geleitet. Diese wurden jeweils von zwei Schiedsrichterassistenten und zwei Torrichtern unterstützt. Zudem wurden vier Vierte Offizielle nominiert.
Das erste Spiel der Endrunde zwischen Schweden und England leitete der deutsche Unparteiische Tobias Stieler, das Eröffnungsspiel von Gastgeber Polen gegen die Slowakei pfiff Serdar Gözübüyük aus den Niederlanden. Das Endspiel zwischen Deutschland und Spanien leitete der französische Schiedsrichter Benoît Bastien.
| Land                                                           | Schiedsrichter    | Schiedsrichterassistenten                    | Torrichter                                    |
| -------------------------------------------------------------- | ----------------- | -------------------------------------------- | --------------------------------------------- |
| Deutschland                                                    | Tobias Stieler    | Rafael Foltyn Jan Seidel                     | Daniel Siebert Benjamin Brand                 |
| Frankreich                                                     | Benoît Bastien    | Hicham Zakrani Frédéric Haquette             | Benoît Millot Jérôme Miguelgorry              |
| Litauen                                                        | Gediminas Mažeika | Vytautas Šimkus Vytenis Kazlauskas           | Donatas Rumšas Robertas Valikonis             |
| Niederlande                                                    | Serdar Gözübüyük  | Bas van Dongen Joost van Zuilen              | Dennis Higler Jeroen Manschot                 |
| Österreich                                                     | Harald Lechner    | Andreas Heidenreich Maximilian Kolbitsch     | Alexander Harkam Julian Weinberger            |
| Schottland                                                     | Bobby Madden      | David McGeachie Alastair Mather              | Andrew Dallas Donald Robertson                |
| Slowakei                                                       | Ivan Kružliak     | Tomáš Somoláni Branislav Hancko              | Peter Kralović Filip Glova                    |
| Slowenien                                                      | Slavko Vinčić     | Tomaž Klančnik Andraž Kovačič                | Rade Obrenović Roberto Ponis                  |
| Spanien                                                        | Jesús Gil Manzano | Ángel Nevado Rodriguez Diego Barbero Sevilla | Carlos del Cerro Grande Juan Martínez Munuera |
| Vierte Offizielle                                              |                   |                                              |                                               |
| Marcin Borkowski, Igor Demeschko, Roy Hassan, Michał Obukowicz |                   |                                              |                                               |

## Fernsehübertragung
In Deutschland wurden die Spiele der deutschen Mannschaft von den öffentlich-rechtlichen Fernsehsendern Das Erste und ZDF übertragen. Das ZDF zeigte hierbei die Spiele der Gruppenphase gegen Tschechien und Dänemark sowie das Finale, während das Erste die Vorrundenpartie der deutschen Mannschaft gegen Italien und das Halbfinale Deutschland gegen England ausstrahlte. Die restlichen Spiele der Gruppenphase ohne deutsche Beteiligung wie auch das Halbfinale zwischen Italien und Spanien übertrug der Sender Sport1 im Hauptprogramm.